# Локалита Масерија дељи Авиљијанези (Потенца)
Локалита Масерија дељи Авиљијанези (итал. Località Masseria degli Aviglianesi) је насеље у Италији у округу Потенца, региону Базиликата.
Према процени из 2011. у насељу је живело 44 становника. Насеље се налази на надморској висини од 545 м.